# BMW Motorrad Days
Die BMW Motorrad Days sind ein mehrtägiges kostenfreies Biker-Festival, das von BMW-Motorrad in Garmisch-Partenkirchen ausgerichtet wird und das seit 2001 besteht. In Medienberichten wird die Veranstaltung bisweilen als „unumstrittenes Gipfeltreffen von Fans der bayerischen Traditionsmarke“ bezeichnet.

## Geschichte
Im Jahr 2001 lud BMW erstmals die Nutzer seiner Motorräder nach Seefeld in Tirol, um dort am ersten Juliwochenende Kundenbindung zu betreiben. Runde 6.500 Biker folgten der Einladung zum damals so genannten „Bikermeeting“. Ein Jahr später folgten der Umzug nach Garmisch-Partenkirchen auf das Eventgelände unterhalb des Hausbergs und die Umbenennung in „BMW Motorrad Days“.
In den Folgejahren stieg die Teilnehmerzahl zwischenzeitlich auf über 40.000 und lag im Jahr 2018 bei 35.000.
2020 gab BMW bekannt, dass die BMW Motorrad Days im Großraum Berlin stattfinden werden, allerdings wurden die Veranstaltungen 2020 und 2021 wegen Corona abgesagt.
Im Jahr 2022 konnte die Veranstaltung dann erstmals Anfang Juli vom 2. bis 3. Juli im Sommergarten in Berlin stattfinden und startete am Vortag mit dem „Pure&Crafted“-Festival – zum Auftakt kamen 17.000 Besucher.

## Teilnehmer
Neben Gästen aus Deutschland und den Anrainerstaaten waren 2010 auch Teilnehmer aus Israel, Dubai, der Türkei, Zypern, Russland und den USA vor Ort. Bei der Auflage 2018 war die Rede von Teilnehmern aus 30 Nationen, darunter als außereuropäische Länder Brasilien, Kanada, Südafrika, Japan, die USA, China, Südkorea, Thailand und Indien.
Neben den Besuchern sind auch Aussteller vertreten, die aus den Bereichen Customizing, Tuning und Zubehör stammen. Über 80 Unternehmen waren 2014 dabei, so wie auch 2018.

## Rahmenprogramm
Beim Rahmenprogramm bemühen sich die Veranstalter um Kontinuität, wie Rückmeldungen der Teilnehmer auf Veränderungen gezeigt haben.
Zu den grundsätzlichen Aspekten gehört Livemusik, die insbesondere verschiedene Arten von Rock umfasst (Folk, Swing, Roots). Weitere Elemente, die wiederholt aufgegriffen wurden, waren u. a. Stuntshows, ein Endurokurs und Panoramatouren.
Im Jahr 2013 wurde das „Motodrom“ eingeführt, in dem auf Spektakel ausgelegte Shows gezeigt wurden. Im gleichen Jahr wurde erstmals der „Classic Boxer Sprint“ durchgeführt, bei dem zwei Fahrer mit alten Maschinen gegeneinander antraten. Da sich aus der Straßenverkehrsordnung keine rechtliche Grundlage für Rennen gab, wurde es 2014 für kurze Zeit eingestellt. Im Jahr 2015 wurde der Sprint wieder aufgenommen. Zudem gab es einen Wettbewerb um die höchste Laufleistung, die 2015 ein Teilnehmer mit einem Tachostand von 419.261 km gewann.
Zu den Veranstaltungen im Jahr 2018 gehörten u. a. Programmpunkte mit dem Schauspieler und Dokumentarfilmer Hannes Jaenicke, dem Sänger Wincent Weiss und dem Fotografen und Abenteurer Michael Martin. Für Kinder gab es ein Schnuppertraining auf Elektrobikes sowie für Fahrer einen Motorrad-Corso mit rund 200 Maschinen und eine Parade mit 30 Oldtimern.